# Silverlinjerat metallfly
Silverlinjerat metallfly (Autographa mandarina) är en fjärilsart som beskrevs av Freyer 1846. Silverlinjerat metallfly ingår i släktet Autographa och familjen nattflyn. Arten är reproducerande i Sverige. Inga underarter finns listade i Catalogue of Life.

## Bildgalleri

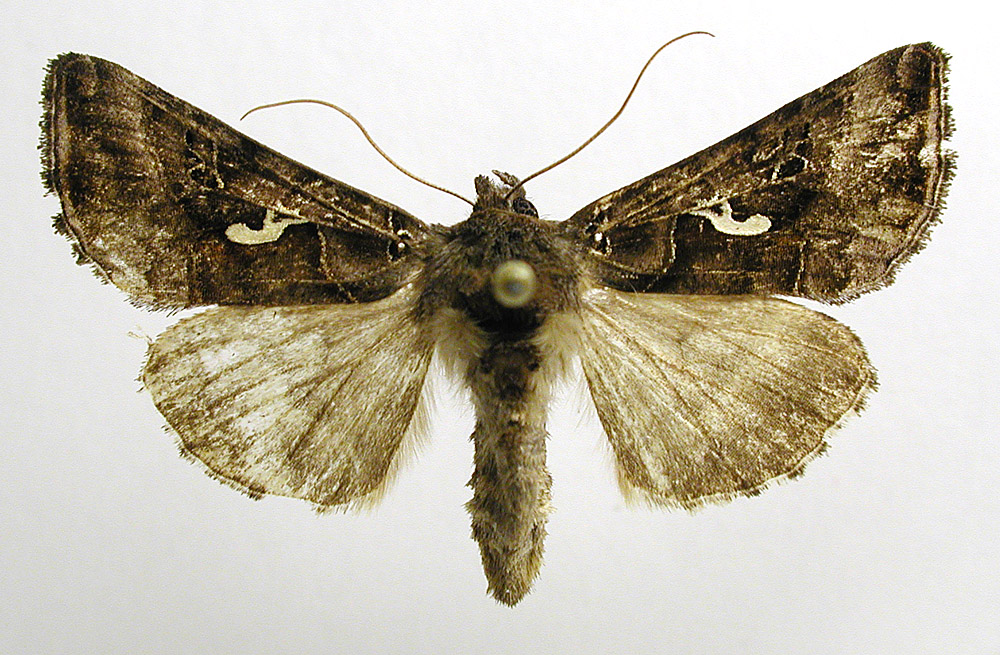